# Daniel-Rops

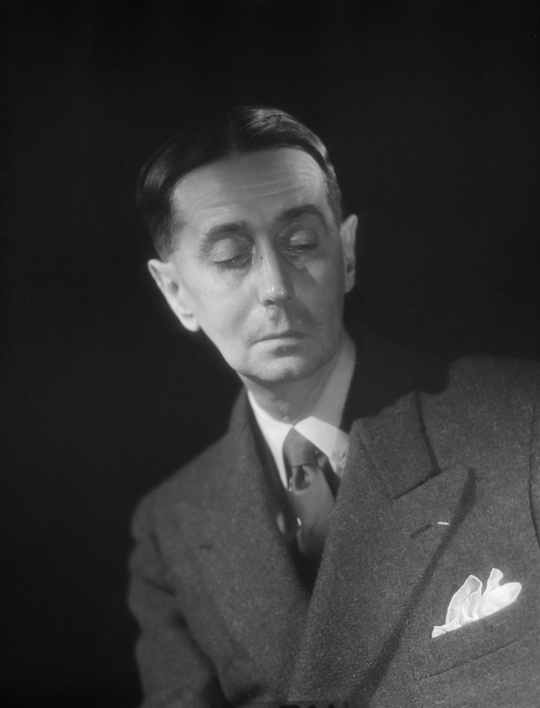
Daniel-Rops (1950)

Henri Petiot, Pseudonym Daniel-Rops, auch Henri Daniel-Rops (* 19. Januar 1901 in Épinal (Frankreich); † 27. Juli 1965 in Aix-les-Bains) war ein theologisch und politisch tätiger Schriftsteller und Dichter, Buchautor und Kirchenhistoriker, der sich besonders der Leben-Jesu-Forschung widmete.
Daniel-Rops war der Sohn eines Offiziers, studierte Literatur in Grenoble und wurde Professor im ostfranzösischen Chambéry und in Paris. Als Literat debütierte er 1927 mit dem Essay Notre inquiétude (1927), dem Roman L'âme obscure (1929) und verschiedenen Artikeln in Periodika wie Le Correspondant, Notre temps und La Revue des vivants.
1931 näherte er sich dem Katholizismus an und kam durch den Philosophen Gabriel Marcel in Kontakt mit dem Ordre nouveau. Er war für diese Bewegung publizistisch tätig, trat den sogenannten „Nonkonformisten der Dreißigerjahre“ bei und veröffentlichte Le monde sans âme (Welt ohne Seele), Les années tournantes und Eléments de notre destin. Ab 1935 schrieb er für katholische Wochenschriften und verfasste die Romane L’Âme obscure (1929), Mort, où est ta victoire? (1934), L’Épée de feu (1939), Biografien und das spirituelle Drama Rimbaud (1935), ein Werk über Blaise Pascal und Réflexions sur la volonté, wobei eine Freundschaft mit Charles de Gaulle entsteht.
In den Jahren 1941–1944 schrieb er Le peuple de la Bible (Das Volk der Bibel) und Jésus et son temps (Jesus und seine Zeit), die er mit dem Monumentalwerk Histoire de l'Église du Christ (Geschichte der Kirche Christi) und Histoire sainte fortsetzte. Nach der Befreiung Frankreichs am Ende des Zweiten Weltkriegs beendete er seine Lehrtätigkeit und widmete sich verstärkt der Arbeit als Historiker. Er redigierte die Zeitschrift Ecclésia und arbeitete für die Enzyklopädie Je sais, je crois (Ich weiß, ich glaube) des renommierten Fayard-Verlags.
Dabei traf er wieder ehemalige Gefährten des Ordre nouveau und wurde für die europäisch-föderalistische Bewegung und die Mouvement Fédéraliste Français tätig. 1955 wurde er in die Académie française gewählt und 1957–1963 einer der 50 Gouverneure der Fondation Européenne de la Culture (Europäische Kulturstiftung), einer Gründung von Denis de Rougemont.

## Werke
Daniel-Rops zählte in katholischen (Fach-)Kreisen zu den meistgelesenen französischen Schriftstellern der Zeit nach dem Zweiten Weltkrieg. Am bekanntesten wurden seine Werke
- Das Volk Gottes. Die Geschichte einer Auserwählung, Grünewald (1948)
- Das Leben Jesu Christi (1950, 1966)
- Paulus. Eroberer Für Christus (1951)
  - Originaltitel: Saint Paul, Conquérant du Christ
- Die Kirche zur Zeit der Apostel und Martyrer (1951)
- Die apokryphen Evangelien des Neuen Testaments (1958)
- Jesus, der Heiland in seiner Zeit (1959)
- Er kam in sein Eigentum. Die Umwelt Jesu (1963).